# Termunterzijlvest
Termunterzijlvest is een voormalig zijlvest (waterschap) in de Nederlandse provincie Groningen. Het viel samen met het westelijke deel van de landstreek Oldambt. Het oostelijke deel maakte deel uit van het Vierkarspelenzijlvest, eerder het middeleeuwse Reiderzijlvest.
Het Termunterzijlvest was het belangrijkste orgaan van zelfbestuur in het Oldambt en speelde een belangrijke rol voor de identiteit van de inwoners. Het wapen van het zijlvest, dat de middeleeuwse viertorenkerk van Midwolda afbeeldde, was tevens het wapen van de landstreek Oldambt. Toen de inwoners van het Oldambt in de 17e eeuw zelfbestuur eisten, namen ze opnieuw dit wapen in gebruik.
Het zijlvest is in 1863 opgegaan in het waterschap Oldambt.

## Middeleeuwen
Het oude Termunterzijlvest is omstreeks 1200 ontstaan rond de sluizen van de Munter Ae bij Termunten. De leiding van het waterschap berustte bij de abt van het Grijzemonnikenklooster. Een belangrijk waterwerk was de dam bij Muntendam, genoemd in 1391. Het zijlvest voerde vermoedelijk ook het water van Oostwold en Finsterwolde af via een watertje dat bekend stond als Finser of Fiemel Ae. Door de inbraken van de Dollard werd het grondgebied van het zijlvest echter gereduceerd tot de streek rond Termunten en Woldendorp. Het gereduceerde zijlvest, ook wel Oosterzijlvest genoemd, kreeg in 1554 toestemming tot uitwatering via de zijlen en watergangen van het Oterdummerzijlvest, dat ook wel Westerzijlvest werd genoemd. Daarnaast verkreeg het zijlvest een uitwatering via de Zwaagsterzijl. In 1565 was sprake van de Olde Munterzijl, die vermoedelijk – als we de Prophecye van Jarfke uit 1597 mogen geloven – was afgedamd. Omstreeks 1580 nam men echter nog de moeite een schans bij Termuntersile aan te leggen.
Van het oude Termunterzijlvest zijn - afgezien van een landregister uit de 16e eeuw - vrijwel geen documenten bewaard gebleven.

## Heroprichting in 1601
De voorlopers van het nieuwe Termunterzijlvest bestonden uit een aantal polders rond de westelijke Dollardboezem. De dorpen Noordbroek, Eexta, Scheemda en Midwolda bouwden in 1542 een nieuwe kadedijk in de hamrikken, die in 1573/74 werd uitgebouwd tot een volwaardige zeedijk. De dijkbrief dateert uit 1573. De dorpen Wagenborgen, Oostwolderhamrik en Zuidbroek namen wel deel aan de plannen, maar maakten formeel geen deel uit van het zijlvest, Eexta pas in 1573..Door de nieuwe polder liepen drie nieuwe ontwateringskanalen of korte sloeten, kennelijk het Hondshalstermaar, het Nonnegaatstermaar en het Lutjemaar  Over sluizen wordt dan niet gerept, maar in latere stukken wordt gesproken over de Wagenborger- of Nijezijl te Oostwolderhamrik, de Oude Geutzijl onder Noordbroek en de Karmerzijl (of Caringerzijl) onder Zuidbroek. Of Nieuw-Scheemda een eigen zijl had, is onduidelijk, wel is in 1635 sparke van de Scheemderhamrikkersloot (de Oude Watering). Daarnaast waren er afzonderlijke zijlen in Meeden en Eexta. Een nieuwe polder onder Midwolda kreeg in 1558 een uitwatering te Oostwold. Door de aanleg van de polder Scheemderzwaag in 1596 werd de dijk sterk verkort. Er kwamen twee nieuwe zijlen (Karmerzijl en Eexterzijl) te Eexterzwaag, die door de aanleg van het Termunterzijldiep al snel weer overbodig werden.
Het zijlvest is heropgericht in 1601 ten behoeve van het graven van het Termunterzijldiep en de aanleg van een nieuwe sluis te Termunterzijl. Voor de sluis koos men een plek bij de Steenhorne tussen Termunten en Wartum, vermoedelijk genoemd naar het hoofd Gaddingehorn dat hier in de Eems had gelegen.  In 1611 werd het door de aanleg van een keersluis bij 't Waar in verdeeld in een hoog en een laag deel, die beurtelings mochten afwateren. Dit ter bescherming van de lage kerspelen Noordbroek, Wagenborgen, Nieuw-Scheemda, Nieuwolda, Oostwolderhamrik en de polder Scheemderzwaag, De keersluis was nog in 1803 in functie, maar staat niet meer afgebeeld op de kadasterkaart van 1832. Een belangrijke maatregel was ook het afkorten van het Hondshalstermaar, die het water van Noordbroek en Wagenborgen afvoerde, via het Lutkemaar bij Kopaf.
De nieuw aangelegde polders waterden aanvankelijk direct in de Dollard uit via de Oude Geut en de opvolgers van de Karmerzijl of Oude Swaagzijl. Door de aanleg van het Kattendiep bij Nieuwolda.(begin 17e eeuw), Koediep of Kleinediep en  Kostverlorendiep (beide 1636) konden ook de dorpen Midwolda en Oostwold hun water beter kwijt. Het Termunterzijlvest werd verder uitgebreid met de polders Oudland, Oud-Nieuwland en Nieuwland, die door het stagneren van de afwatering via de Oude Geut elders hun water niet kwijt komden. Daardoor stagneerde de afwatering van Midwolda, Oostwold en Heiligerlee, die door veenontginningen steeds meer wateroverlast kregen. Dit probleem werd pas in de 19e eeuw opgelost door de aanleg van het Nieuwe Kanaal.
De ontwatering van het gebied is flink verstoord door de aanleg van het Winschoterdiep in de jaren 1634-1636, dat ondanks twee verlaten in Heiligerlee en Zuidbroek een aanmerkelijk hoger waterpeil had dan de omliggende landerijen. Om het de gebieden ten zuiden van het diep droog te houden, werden vier duikers of grondpompen tussen Zuidbroek en Scheemda aangelegd, die het water onder het kanaal door leidden. De conflicten rond de aanleg van Winschoterdiep en Koediep speelden een belangrijke rol bij de Oldambtster boerenprotesten rond 1640. De notulenboeken van het Zijlvest zijn naderhand gekuisd en herschreven.
Noordbroek kreeg een verbeterde afwatering door de aanleg van het scheepvaartkanaal Buiten Nieuwediep of Oude Diepje in 1665. De aanleg gebeurde op gezag van de stad Groningen, die ook eigenaar bleef van het kanaal en de bruggen over het kanaal. Volgens Theodorus Beckeringh was het kanaal in 1781 nagenoeg droog, maar later werd het weer uitgediept.

## Onderdelen
Het bestuur van het Termunterzijlvest bestond uit twee hoofdafdelingen, tien onderdelen en achttien, sinds 1660 negentien schepperijen of kerspelen:
- Zijlvest van de Beide Oldambten
  - Groot-Termunten
  - Oud-Termunten c.a. (met Grijzemonnikenklooster en Lesterhuis)
  - Woldendorp
- Zijlvest van het Wold-Oldambt
  - Midwolda en Nieuwolda c.a. (met Oostwold en Oostwolderhamrik)
  - Oud- en Nieuw-Scheemda (met Wagenborgen)
  - Noordbroek (met Noordbroeksterhamrik)
  - Zuidbroek en Muntendam
  - Meeden
  - Eexta
  - Wester- en Heiligerlee

Het bestuur bestond uit de vertegenwoordigers (zijlvesten) van de tien onderdelen en werd geleid door vier scheppers onder voorzitterschap van een vertegenwoordiger van de stad Groningen, die tevens als opperste schepper optrad. Eén schepper was afkomstig uit het Klei-Oldambt, één uit de westelijke kerspelen en één uit de oostelijke kerspelen van het Wold-Oldambt. Iedere schepperij of kerspel had twee of meer dijkrechters, die zorg droegen voor het onderhoud van wegen, dijken en watergangen, Dat deden ze door aanwonenden en landgebruikers aan hun verplichting te houden, door mensen te mobiliseren voor gezamenlijke activiteiten en door geld te innen om werkzaamheden te kunnen uitbesteden. Iedere schepperij had een eigen schotregister dat werd beheerd door de schatbeurder. Aan het bestuur waren verder namens de stad Groningen een ontvanger en een dijkbouwmeester toegevoegd.
Het zijlvest had een sluiswachter of zijlwaarder in dienst, die bij de sluis in Termunterzijl woonde en de beschikking had over een perceel land. Het bestuur vergaderde bij hem. Daarnaast had het zijlvest een of meer boden, een verlaatsmeester in Scheemda en in de 17e en 18e eeuw ook een waarwaarder bij de keersluis te 't Waar in dienst. Het zijlvest beheerde behalve het Termunterzijldiep met de sluizen en dijken van het kanaal ook het Hondshalstermaar, het Grootmaar en de grenssloot met het Oterdumer Zijlvest, het Muntendammerdiep, het Meedenerdiep en een deel van het Westerdiep, verder nog enkele percelen land langs het Zijldiep bij Nieuwolda. Ook het Kloosterverlaat te Heiligerlee viel onder het gezag van het Termunterzijlvest. In Scheemda bevond zich een verlaat in het Opdiep, dat de verbinding vormde met het Winschoterdiep; eerder was er ook een verlaat in de monding van het Hondshalstermaar bij De Knuif. In de 19e eeuw nam het zijlvest ten slotte nog een dijk (vermoedelijk de Hoge Dam)  over van het kerspel Muntendam.
Het rijkste onderdeel van het zijlvest bestond uit de kerspelen Zuidbroek en Muntendam, die omvangrijke bezittingen hadden uit de verkoop van de WIldervankster venen in 1648. Uit de opbrengsten van dit bezit werd de helft van de waterschapslasten voldaan.

## Trivia
De geschiedenis van het waterschap is beschreven in een onuitgegeven handschrift, opgesteld bij de stichting van het Waterschap Oldambt in 1863 en bewaard in de archieven van dit waterschap.

## Kaarten
- Kaart van het Termunterzijlvest in 1793
- Kaart van het Termunter-Zijlvest aanduidende de wegen en kanalen, manuscriptkaart, 1832, noordelijk deel en zuidelijk deel
- Kaart van het Termunter-Zijlvest aanduidende de wegen en kanalen, J. Oomkes, Groningen, 1832[10]
- Situatiekaart van een gedeelte van het Termunter-en Vierkarspelen Zijlvest, 1836
- Molenkoloniën in de Termunter en Oterdummer zijlvestenijen, 1857[11]
- Kaart van een gedeelte van het Termunterzijlvest rond Noordbroek, 19e eeuw